# Джузеппе Морелло
Джузеппе Морелло (італ. Giuseppe Morello), також відомий як «Старий лис» («The Old Fox») — був відомим босом кримінальної сім'ї Морелло, а згодом головним радником мафіозі Джузеппе Массеріа. Морелло мав деформовану праву руку з одним пальцем, яка нагадувала кіготь. У 1890-х роках Джузеппе заснував банду, відому як «107-а Вулична банда» (англ. «107th Street Mob»), яка пізніше перетворилася в злочинну сім'ю Морелло. Сьогодні злочинна сім'я Морелло відома, як сім'я Дженовезе і є найстарішою з п'яти злочинних сімей в Нью-Йорку.

## Біографія

### Дитинство і юність
Джузеппе Морелло народився в Корлеоне, Сицилія 2 травня 1867 року. Його батько, Калоджеро Морелло (італ. Calogero Morello) помер в 1872 році, а його мати Анджеліна П'яцца (італ. Angelina Piazza) вступила в повторний шлюб через рік з Бернардо Терранова, який був членом мафії Корлеоне.